# Jiexi

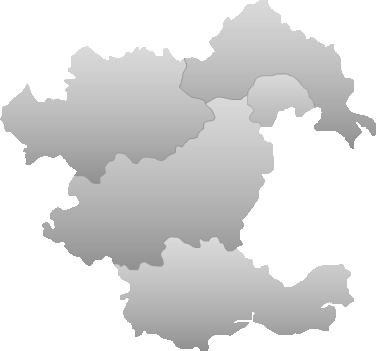
Lage des Kreises Jiexi im Gebiet der bezirksfreien Stadt Jieyang

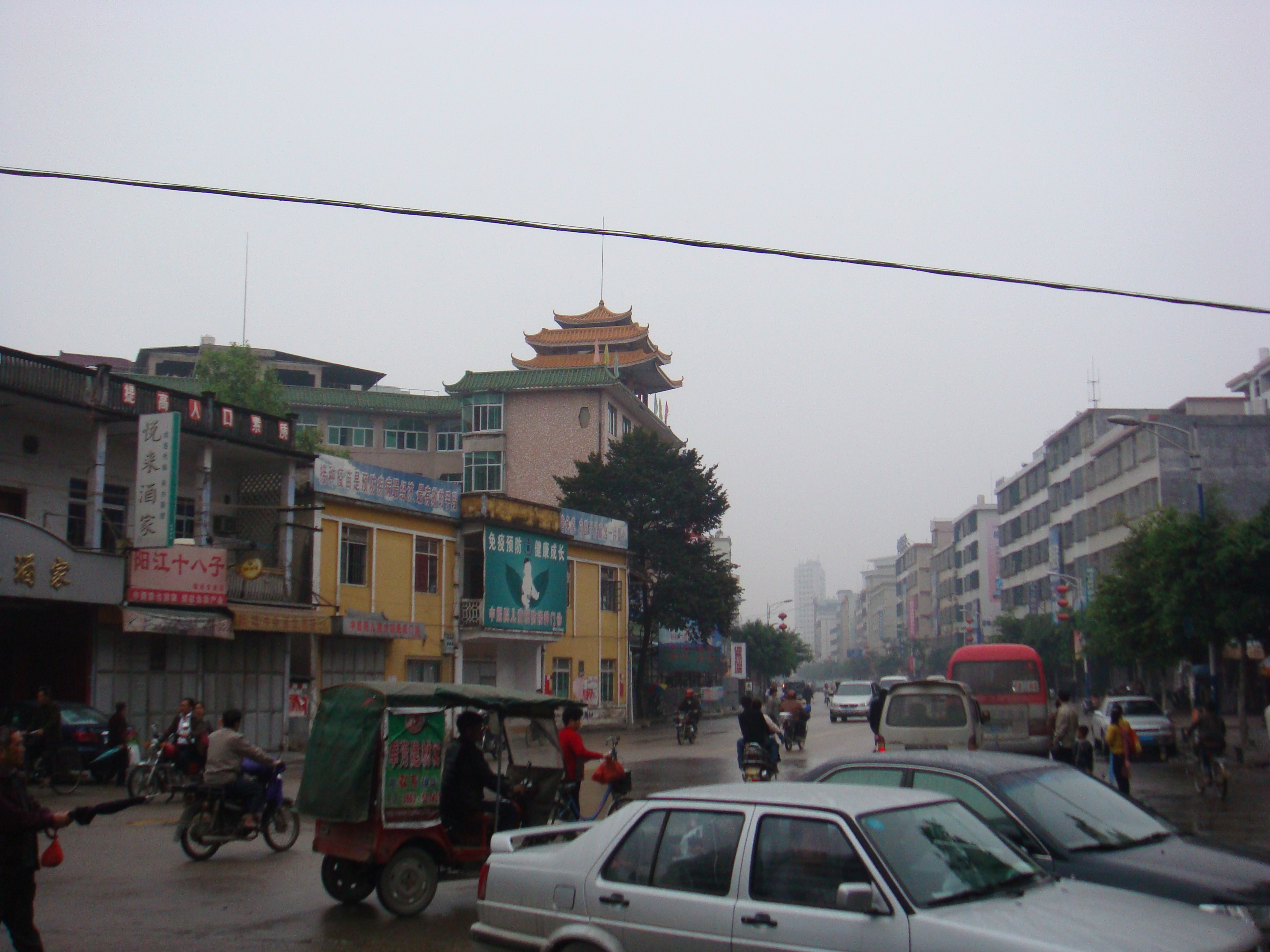
Straße in Jiexi

Der Kreis Jiexi (chinesisch 揭西县, Pinyin Jiēxī Xiàn) ist ein Kreis in der südchinesischen Provinz Guangdong. Er gehört zum Verwaltungsgebiet der bezirksfreien Stadt Jieyang. Jiexi hat eine Fläche von 1.364 km² und zählt 674.829 Einwohner (Stand: Zensus 2020). Sein Hauptort ist das Straßenviertel Hepo (河婆街道).

## Administrative Gliederung
Auf Gemeindeebene setzt sich der Kreis aus einem Straßenviertel, fünfzehn Großgemeinden und einer Gemeinde zusammen. 